# Reichsgau de Flandes
El Reichsgau de Flandes (Reichsgau Flandern) va ser un Reichsgau de curta durada de l'Alemanya nazi establert el 1944. Englobava la regió flamenca actual en les seves antigues fronteres provincials (és a dir, incloent Comines-Warneton però excloent Voeren). També es va excloure a Brussel·les i se li va donar una administració territorial pròpia.

## Història
Després de la invasió per part d'Alemanya al juny de 1940, Bèlgica va estar inicialment sota un govern militar "temporal", malgrat que les faccions més radicals del govern alemany, com les SS, demanaven la instal·lació d'un altre govern civil nazi (Reichskommissariat), tal s'havia fet a Noruega i als Països Baixos. El país es va unir als dos departaments francesos de Nord i Pas-de-Calais (amb el pretext que part d'aquest territori pertanyia a Flandes, així com el fet que tota la regió formava una unitat econòmica integral) formant l'Administració militar de Bèlgica i del Nord de França (Militärverwaltung in Belgien und Nordfrankreich).
Es va decidir que tota aquesta àrea pogués ser assimilada algun dia al Tercer Reich i dividida en tres Reichsgaue d'un Gran Reich germànic: Flandern i Brabant pels territoris flamencs i Wallonien per a les parts de Valònia. El 12 de juliol de 1944, es va establir un Reichskommissariat Belgien-Nordfrankreich per aconseguir precisament aquest objectiu, derivat de l'anterior administració militar. Aquest pas només es va prendre curiosament al final de la Segona Guerra Mundial, quan els exèrcits alemanys ja estaven en plena retirada. El nou govern ja va ser expulsat pels avenços aliats a Europa occidental el setembre de 1944, i es va restaurar l'autoritat del govern belga en exili. La incorporació real a l'estat nazi d'aquestes noves províncies només es va produir de iure i amb els seus líders ja exiliats a Alemanya. L'únic lloc on es va obtenir cap canvi notable en el restabliment de l'autoritat del Reich es va produir en parts del sud de Valònia durant la campanya de les Ardenes. Posteriorment molts dels col·laboradors van fugir a Alemanya, on van ser enrolats a la Waffen-SS per participar en les últimes campanyes militars del Tercer Reich.
El desembre del 1944, Bèlgica (teòricament incloent els dos departaments francesos) es va dividir en el Reichsgau de Flandes, el Reichsgau de Valònia i el Districte de Brussel·les, tots ells nominalment annexats pel Gran Reich Alemany (excloent així la proposta de la província de Brabant). A Flandes, el partit DeVlag sota el lideratge de Jef Van de Wiele es va convertir en l'únic partit polític, i al de Valònia, el Partit Rexista sota la direcció de Léon Degrelle. Van de Wiele va ser nomenat "Capdavanter nacional dels flamencs" (Landsleider van het Vlaamsche volk), a més dels títols habituals de Gauleiter und Reichsstatthalter que es van lliurar als administradors regionals alemanys nazis. També es va convertir en el "Cap del Comitè d'Alliberament Flamenc" (Hoofd van het Vlaamsche Bevrijdingscomité).